# Toby Low, 1. Baron Aldington
Toby Austin Richard William Low, 1. Baron Aldington KCMG CBE DSO TD DL PC (* 25. Mai 1914; † 7. Dezember 2000) war ein britischer Politiker der Conservative Party, Unternehmer und Offizier.

## Lebenslauf
Toby Low war der Sohn von Colonel Stuart Low (1888–1942), Vorstand der Grindlays Bank, der 1942 bei der Versenkung des Handelsschiffes Henry Stanley durch das deutsche Uboot U 103 starb, aus dessen Ehe mit Hon. Lucy Gwen Atkin († 1957), Tochter von James Atkin, Baron Atkin. Er besuchte das Winchester College und studierte am New College der Universität Oxford. 1939 wurde er am Middle Temple als Barrister zugelassen. 1934 trat er als Offizier des zur Territorial Army gehörenden 12. Bataillons des King’s Royal Rifle Corps bei und diente während des Zweiten Weltkriegs in Griechenland, Kreta, Ägypten, Libyen, Tunesien, Italien und Österreich. 1944 wurde er in den kommissarischen Rang eines Brigadier befördert und war damit der jüngste Soldat mit diesem Rang in der British Army. 1941 wurde er als Companion des Distinguished Service Order, 1944 als Member des Order of the British Empire und 1945 als Commander des Order of the British Empire, sowie als Commander der US-amerikanischen Legion of Merit und mit dem französischen Croix de guerre ausgezeichnet. 1947 erhielt er das Ehrenamt des Honorary Colonel des 337th Heavy Anti-Aircraft Regiment (2nd West Lancashire) der Royal Artillery.
Low kandidierte 1945 erfolgreich bei den britischen Unterhauswahlen für den Wahlkreis Blackpool North. Von 1951 bis 1954 war er Parlamentarischer Staatssekretär im Ministry of Supply, nach 1954 Staatsminister im Board of Trade und wurde Privy Counsellor. 1957 wurde er als Knight Commander des Order of St Michael and St George geadelt und Vorsitzender eines Select Committees des Parlaments zur verstaatlichten Industrie. 1959 wurde er stellvertretender Vorsitzender der Conservative Party. 
Am 29. Januar 1962 wurde er als Baron Aldington, of Bispham in the County Borough of Blackpool, zum erblichen Peer erhoben und wurde dadurch Mitglied des House of Lords. Zudem verstärkte er seine geschäftlichen Aktivitäten in verschiedenen Unternehmen. Er wurde als Nachfolger seines Großvaters und seines Vaters Direktor der Bank seiner Familie, Grindlays Bank. 1964 wurde er Aufsichtsratsvorsitzender der Bank wie auch der General Electric Company, 1971 Mitglied des Beirates der BBC sowie Aufsichtsratsvorsitzender der Sun Alliance und der Port of London Authority. 1972 wurde er gemeinsam mit dem Gewerkschaftsführer Jack Jones Aufsichtsratsvorsitzender eines gemeinsamen Komitees der Hafenindustrie sowie 1977 Aufsichtsratsvorsitzender Westland. Zudem war er Deputy Lieutenant von Kent.
Lord Aldington galt als One-nation Conservative und unterstützte die britische Mitgliedschaft in der Europäischen Union gegen Widerstand in der eigenen Partei. Es war seine Überzeugung, dass eine solche Union den Zweiten Weltkrieg hätte verhindern können. Als Mitglied des House of Lords war er weiterhin politisch aktiv, so als Vorsitzender einer Kommission der Lords für Überseehandel.
Als mit dem House of Lords Act 1999 die erblichen Peers aus dem House of Lords ausgeschlossen wurden, wurde am 16. November 1999 als Baron Low, of Bispham in the County of Lancashire, zum Life Peer erhoben und konnte so im Oberhaus bleiben.

## Anschuldigung als Kriegsverbrecher
1989 strengte Lord Aldington einen Verleumdungsprozess gegen den Historiker Nikolai Tolstoy und Nigels Watts an, die ihn beschuldigten, an Kriegsverbrechen in Österreich, darunter der Lienzer Kosakentragödie, beteiligt gewesen zu sein, die insgesamt 70.000 Menschen das Leben kosteten. Tolstoy bezeichnete Low als jemanden „mit Blut an den Händen“. Diese Tragödie war Folge einer Übereinkunft im Vertrag von Jalta, in dem unter anderem die Rückführung aller Sowjetbürger in die Sowjetunion vereinbart worden war, die sich am Kriegsende in alliierter Gefangenschaft befanden, weil sie z. B. Kriegsgefangene oder Zwangsarbeiter in Deutschland gewesen waren; Low gehörte als Stabschef von Feldmarschall Harold Alexander zu den ausführenden Offizieren. Low gewann diesen Prozess, und ihm wurden 1,5 Millionen Pfund Schadenersatz zuzüglich 500.000 Pfund Kosten zugesprochen. Das war die größte Schadenersatzssumme, die jemals von einem britischen Gericht zugesprochen wurde.
Tolstoy hatte mehrere Bücher geschrieben (1977: Victims of Yalta 1981: Stalin's Secret War, 1986: The Minister and the Massacres 1986), in denen er die Behauptung aufstellte, zwischen britischen Politikern und Offizieren einerseits und der Sowjetarmee andererseits habe eine Komplizenschaft bestanden bei der Ermordung weißer russischer Exilanten, Kosaken, kroatischer Milizen und Zivilisten, die vor Tito geflüchtet waren, wie auch 11.000 slowenischer antikommunistischer Kämpfer. Low hatte diese Bücher zunächst ignoriert. Dann aber machte sich der Brite Nigel Watts, der geschäftliche Streitigkeiten mit der Sun Alliance hatte, deren Vorstandsvorsitzender Low war, diese Anschuldigungen zu eigen, indem er 10.000 Broschüren drucken und sie an Politiker und andere Personen verschicken ließ. Tolstoy bestand darauf, gemeinsam mit Watts angeklagt zu werden, und wurde in dieser Angelegenheit von einigen Mitgliedern der Conservative Party unterstützt, darunter dem Lordsiegelbewahrer und Vorsitzenden des House of Lords, Lord Cranborne und internationalen Prominenten, darunter Nigel Nicolson, Graham Greene und Alexander Solschenizyn. 
Tolstoy akzeptierte das gegen ihn ergangene Urteil nicht, erklärte sich für insolvent und bemühte insgesamt 15 Gerichte in ganz Europa, um dagegen anzugehen. 1995 wurde das Urteil vom Europäischen Gerichtshof für Menschenrechte aufgehoben mit der Begründung, die Höhe der Strafe schränke die Meinungsfreiheit in einer demokratischen Gesellschaft unangemessen ein. Daraufhin wurde in Großbritannien das entsprechende Gesetz dergestalt geändert, dass die Höhe von Schadenersatzzahlungen realistisch sein müsse. Tolstoy und seine Anwälte blieben aber verpflichtet, die Kosten zu erstatten, die Low im Zuge des Verfahrens entstanden waren. Im selben Jahr musste Watts für 18 Monate in Haft, weil er die Anschuldigungen gegen Low wiederholt hatte.
Tolstoy, der später ein Vermögen von seinem Stiefvater, dem Autor Patrick O’Brian, erbte, leistete zu Lows Lebzeiten keine einzige Zahlung, der wiederum 300.000 Pfund für Gerichts- und Anwaltskosten ausgegeben hatte. Zwei Tage nach Aldingtons Tod zahlte er erstmals 57.000 Pfund.

## Familie
Lord Aldington heiratete 1947 Felicité Ann Araminta MacMichael (um 1921–2012), eine Tochter von Sir Harold MacMichael. Das Ehepaar hatte zwei Töchter und einen Sohn, Charles Low, 2. Baron Aldington, der nach Lows Ableben seinen Titel geerbt hat.